# Veronika Rodriguez
 (octobre 2014).
Si vous disposez d'ouvrages ou d'articles de référence ou si vous connaissez des sites web de qualité traitant du thème abordé ici, merci de compléter l'article en donnant les références utiles à sa vérifiabilité et en les liant à la section « Notes et références ».
Veronika Rodriguez est une chanteuse de Jazz française née à Nantes un 4 novembre[évasif].

## Biographie
Après des études de piano et de chant classique au conservatoire de Nantes, Veronika Rodriguez découvre le Jazz à 16 ans en écoutant Ella Fitzgerald et décide de se destiner à la carrière de chanteuse. Après sa rencontre avec le chef d'orchestre Jean-Philippe Vidal, elle devient la chanteuse attitrée du Côte Ouest Big Band. Ils enregistrent plusieurs disques (voir discographie) et créent ensemble de nombreux spectacles dont Pour l'amour d'Ella, qui emporte un très vif succès auprès du grand public. Admiratrice de June Christy, Chris Connor, Anita O'Day ou encore Peggy Lee, Veronika Rodriguez enregistre en 1993 sous son nom un premier album pour le label Night and Day, Isn't it Romantic?, disque en forme d'hommage à ces voix West Coast, qui reçoit au Japon le prix du Meilleur disque de Jazz Vocal (Le Jazz à Nantes de 1918 à nos jours, p.185)

Elle participe à de nombreuses séances de studio en tant que choriste, enregistre des voix off pour des publicités et tient même le rôle de la poupée-chanteuse dans Jacquot de Nantes, un film écrit et réalisé par Agnès Varda.

Elle est remarquée en 1996 par le guitariste Baden Powell qui l'accompagne pour une série de concerts à travers l'Europe.
En 1997, Veronika Rodriguez rencontre Sacha Distel lors d'un show en hommage à Frank Sinatra où ils interprètent ensemble les célèbres duets du crooner américain. Ce show créé à l'occasion des quinze ans du Côte Ouest Big Band sera produit régulièrement jusqu'à la disparition de Sacha.
Lors d'une tournée sur la Côte Ouest des États-Unis (Seattle, San Francisco, Las Vegas…) avec le Big Band de Jean-Philippe Vidal, Veronika constitue un quartet vocal, The Swing Voices, dans le style des Modernaires et enregistre le disque Radio Days.
En 2000, elle est invitée à se produire lors de la première édition des Nuits du Jazz et est sollicitée, en tant que spécialiste du Jazz vocal, par les organisateurs pour élaborer la programmation artistique des éditions ultérieures.

Pour le lancement de son album Paris is You (Label Black & Blue) à New York en 2005, Veronika Rodriguez donne un concert accompagnée du quintet de Jean-Philippe avec Yaron Gershovsky au piano (directeur artistique des Manhattan Transfer), et reçoit le prix "Best Jazz Performance of the Year" sur la scène du Danny's Skylight Room en présence de nombreuses personnalités du Jazz américain, dont Annie Ross, John Meyer, Blossom Dearie, Junior Mance, Margaret Whiting…

Veronika participe à de nombreux festivals de Jazz, en France et à l'étranger (elle représente son pays au Festival international de Tel-Aviv en février 2010) et sort en juin 2010 un nouvel album, I Believe in Love (Label Black & Blue) accompagnée par le Côte Ouest Big Band.

## Discographie sélective
- Sacrée Boulette (1986)
- Caloriswing (1988)
- Radio Days (1990)
- A Swinging Birthday (1992)
- Isn’t it romantic? (1993)
- ‘S Wonderful (1995)
- Crazy about the 50’s (1997)
- Sacha Distel, Veronika Rodriguez & Côte Ouest Big Band Live ! (1997)
- Love Songs from Brazil (1999)
- Jazz Impressions (2001)
- Paris is you (2005)
- I Believe in Love! (2010)
- The Good Life (2020)